# アメリカウミスズメ

アメリカウミスズメ （亜米利加海雀、学名： Ptychoramphus aleuticus）は、チドリ目ウミスズメ科に分類される鳥類の一種である。
本種一種のみでアメリカウミスズメ属を形成する。

## 分布
アリューシャン列島から北アメリカの北西部で繁殖する。周辺の海域で周年生息する。
日本では1997年に北海道で1羽記録されている。また、冬季の北海道航路において本種と思われる鳥の観察記録も報告されている。

## 形態
全長約23cm。小型のウミスズメ類で太めの体型をしている。体の上面はやや灰色がかった黒褐色で、体の下面に近づく程淡くなる。腹と下尾筒は白色。目の上に小さな白斑があるが、野外ではあまり目立たない。嘴は黒色で基部は淡褐色。足は黒い。